# Face to Face 1995
Face to Face 1995 – druga krótka amerykańska trasa koncertowa Eltona Johna i Billy'ego Joela z serii Face to Face, która odbyła się w 1995 r. Tym razem obejmowała 11 koncertów: 10 w USA i 1 w Kanadzie.

## Program koncertów
Elton John i Billy Joel
1. "Your Song"
2. "Honesty"

Elton John wraz ze swoim zespołem
1. "Don't Let the Sun Go Down on Me"
2. "Philadelphia Freedom"
3. "Take Me to the Pilot"
4. "Levon"
5. "Rocket Man"
6. "Simple Life"
7. "The One"
8. "New York State of Mind"
9. "Funeral for a Friend"/"Love Lies Bleeding"
10. "I Guess That's Why They Call It the Blues"
11. "Can You Feel the Love Tonight"
12. "Saturday's Night Alright for Fighting"
13. "Pinball Wizard"

Billy Joel wraz ze swoim zespołem
1. "I Go To Extremes"
2. "Pressure"
3. "With a Little Help from my Friends" (cover The Beatles)
4. "Goodbye Yellow Brick Road" (cover Eltona Johna)
5. "Scenes from an Italian Restaurant"
6. "My Life"
7. "Lullaby"
8. "River of Dreams"
9. "We Didn't Start the Fire"
10. "It's Still Rock and Roll to Me"
11. "Big Shot"

Elton John i Billy Joel
1. "The Bitch Is Back"
2. "You May Be Right"
3. "Bennie and the Jets"

Bisy
1. "A Hard Day's Night (cover The Beatles)
2. "Lucille"
3. "Great Balls of Fire"
4. "Candle in the Wind"
5. "Piano Man"

## Lista koncertów
- 22 marca – San Diego, Kalifornia, USA – Jack Murphy Stadium
- 24 i 25 marca – Las Vegas, Nevada, USA – MGM Grand Garden Arena
- 29 marca – Toronto, Kanada – Skydome
- 31 marca – Indianapolis, Indiana, USA – Hoosier Dome
- 2 kwietnia – Irving, Teksas, USA – Teksas Stadium
- 5 kwietnia – Houston, Teksas, USA – Rice Stadium
- 7 kwietnia – Little Rock, Arkansas, USA – War Memorial Stadium
- 9 kwietnia – Clemson, Karolina Południowa, USA – Memorial Stadium
- 11 kwietnia – Tampa, Floryda, USA – Tampa Stadium
- 13 kwietnia – Miami, Floryda, USA – Joe Robbie Stadium